# Sylvain Sylvain
Sylvain Sylvain, rodným jménem Sylvain Mizrahi (14. února 1951, Káhira, Egypt – 13. ledna 2021) byl americký rockový kytarista, nejvíce známý jako člen skupiny New York Dolls.

## Život
Narodil se v Káhiře do židovské rodiny a roku 1956 spolu s rodinou odešel do Spojených států amerických. V šedesátých letech chodil na stejnou střední školu jako Billy Murcia, který byl rovněž přistěhovalec. Roku 1971 spolu s Murciou, Johnnym Thundersem, Davidem Johansenem a Arthurem Kanem založil skupinu New York Dolls. Se skupinou vystupoval až do jejího rozpadu v roce 1976 a následně se vydal na sólovou dráhu, během které však vydal pouze jedno album nazvané Sylvain Sylvain.
Rovněž spolupracoval s Davidem Johansenem na jeho sólových albech a později založil skupinu The Criminals. Později vystupoval s několika různými skupinami a od roku 2004 opět vystupoval se skupinou New York Dolls. V roce 2010 založil skupinu The Batusis, ve které spolu s ním hrál Cheetah Chrome ze skupiny The Dead Boys. V letech 2013 až 2014 odehrál turné nazvané Sex Doll Tour spolu s Glenem Matlockem z kapely Sex Pistols. Zemřel ve věku 69 let po více než dvouletém boji s rakovinou.

## Diskografie

### sNew York Dolls
- New York Dolls (1973)
- Too Much Too Soon (1974)
- One Day It Will Please Us to Remember Even This (2006)
- Cause I Sez So (2009)
- Dancing Backward in High Heels (2011)

### jako Sylvain Sylvain
- Sylvain Sylvain (1979)

### se Syl Sylvain and the Teardrops
- Syl Sylvain and the Teardrops (1981)

### se Sylvian Sylvian & The Criminals
- Bowery Butterflies (2000)